# Пессіна-Кремонезе
Пессіна-Кремонезе (італ. Pessina Cremonese) — муніципалітет в Італії, у регіоні Ломбардія, провінція Кремона.
Пессіна-Кремонезе розташована на відстані близько 410 км на північний захід від Рима, 90 км на схід від Мілана, 18 км на схід від Кремони.
Населення — 664 особи (2014).

## Демографія
Населення за роками:

Станом на 1 січня 2023 року в муніципалітеті офіційно проживали 84 іноземці з 13 країн, серед них 18 громадян країн Євросоюзу та 6 громадян України.

## Сусідні муніципалітети
- Каппелла-де'-Піченарді
- Габбьонета-Бінануова
- Ізола-Доварезе
- Остіано
- Пескароло-ед-Уніті
- Торре-де'-Піченарді
- Волонго